# Шаматтава 1
Шаматтава 1 (англ. Shamattawa 1) — індіанська резервація в Канаді, у провінції Манітоба, у межах невключеної частини переписної області №23.

## Населення
За даними перепису 2016 року, індіанська резервація нараховувала 1019 осіб, показавши зростання на 2,1%, порівняно з 2011-м роком. Середня густина населення становила 47,2 осіб/км².
З офіційних мов обидвома одночасно володіли 10 жителів, тільки англійською — 995, а 15 — жодною з них. Усього 455 осіб вважали рідною мовою не одну з офіційних, з них 450 — одну з корінних мов.
Працездатне населення становило 43,3% усього населення, рівень безробіття — 28,8%.
Середній дохід на особу становив $18 749 (медіана $10 688), при цьому для чоловіків — $18 464, а для жінок $19 030 (медіани — $7 408 та $13 040 відповідно).
7,5% мешканців мали закінчену шкільну освіту, не мали закінченої шкільної освіти — 84,2%, 8,3% мали післяшкільну освіту, з яких 50% мали диплом бакалавра, або вищий.
| Статево-вікова структура населення | Статево-вікова структура населення | Статево-вікова структура населення | Статево-вікова структура населення | Статево-вікова структура населення |
| ---------------------------------- | ---------------------------------- | ---------------------------------- | ---------------------------------- | ---------------------------------- |
|                                    |                                    |                                    |                                    |                                    |
| Всього                             | Всього                             | 48,8%51,2%                         |                                    |                                    |
| 0 — 14 років                       | 0 — 14 років                       |                                    | 41,2%                              | 41,2%                              |
| 15 — 64 років                      | 15 — 64 років                      |                                    | 55,4%                              | 55,4%                              |
| 65 і більше                        | 65 і більше                        |                                    | 3,4%                               | 3,4%                               |
| Середній вік (років)               | Середній вік (років)               | 24,723,6                           | 24,2                               | 24,2                               |
| Медіана (років)                    | Медіана (років)                    | 20,619,3                           | 19,7                               | 19,7                               |
| — чоловіки — жінки                 |                                    |                                    |                                    |                                    |

| Походження мешканців:     | Походження мешканців:     | Походження мешканців: | Походження мешканців: | Походження мешканців: |
| ------------------------- | ------------------------- | --------------------- | --------------------- | --------------------- |
| Походження                |                           |                       | осіб                  | %                     |
| Корінні американці        | Корінні американці        |                       | 995                   | 97.55%                |
| Інше північноамериканське | Інше північноамериканське |                       | 0                     | 0%                    |
| Європейське               | Європейське               |                       | 25                    | 2.45%                 |
| британське                | британське                |                       | 15                    | 1.47%                 |
| Азійське                  | Азійське                  |                       | 10                    | 0.98%                 |

## Клімат
Середня річна температура становить -4,3°C, середня максимальна – 18,7°C, а середня мінімальна – -31,6°C. Середня річна кількість опадів – 475 мм.
| Клімат поселення                              | Клімат поселення | Клімат поселення | Клімат поселення | Клімат поселення | Клімат поселення | Клімат поселення | Клімат поселення | Клімат поселення | Клімат поселення | Клімат поселення | Клімат поселення | Клімат поселення | Клімат поселення |
| Показник                                      | Січ.             | Лют.             | Бер.             | Квіт.            | Трав.            | Черв.            | Лип.             | Серп.            | Вер.             | Жовт.            | Лист.            | Груд.            |                  |
| Середній максимум, °C                         | −21,59           | −18,6            | −10,97           | 0,24             | 9,64             | 16,56            | 18,70            | 17,13            | 11,30            | 3,63             | −6,56            | −18,3            |                  |
| Середня температура, °C                       | −26,58           | −23,62           | −15,99           | −4,77            | 4,62             | 11,54            | 14,90            | 13,32            | 7,49             | −0,19            | −10,38           | −22,1            |                  |
| Середній мінімум, °C                          | −31,6            | −28,63           | −20,99           | −9,78            | −0,38            | 6,54             | 11,08            | 9,51             | 3,68             | −4               | −14,18           | −25,91           |                  |
| Норма опадів, мм                              | 23               | 13               | 18               | 17               | 35               | 51               | 77               | 77               | 59               | 43               | 32               | 30               |                  |
| Середньомісячна швидкість вітру, м/с          | 3.70             | 3.60             | 3.70             | 3.80             | 3.80             | 3.60             | 3.50             | 3.60             | 4.10             | 4.30             | 4.11             | 3.70             |                  |
| Середньомісячна сонячна радіація, кДж/м²·день | 2979             | 6670             | 12518            | 18112            | 20734            | 21202            | 20162            | 15807            | 9631             | 5165             | 2795             | 2065             |                  |
| --------------------------------------------- | ---------------- | ---------------- | ---------------- | ---------------- | ---------------- | ---------------- | ---------------- | ---------------- | ---------------- | ---------------- | ---------------- | ---------------- | ---------------- |
| Джерело:                                      |                  |                  |                  |                  |                  |                  |                  |                  |                  |                  |                  |                  |                  |